# Shelby County, Ohio
Shelby County är ett administrativt område i delstaten Ohio, USA, med 49 423 invånare. Den administrativa huvudorten (county seat) är Sidney.

## Geografi
Enligt United States Census Bureau har countyt en total area på 1 065 km². 1 060 km² av den arean är land och 5 km² är vatten.

### Angränsande countyn
- Auglaize County - norr
- Logan County - öst
- Champaign County - sydost
- Miami County - söder
- Darke County - väst
- Mercer County

### Orter
- Anna
- Lockington
- Russia
- Sidney (huvudort)